# 马蒂亚·德希利奥
马蒂亚·德希利奥（義大利語：Mattia De Sciglio，發音：[matˈtiːa de ˈʃʃiʎʎo]；1992年10月20日—）是一名意大利足球运动员，司职边后卫，两个边路均可胜任，亦可客串中后卫。現效力于意大利國家足球隊。

## 俱乐部生涯
童年时德希利奥进入了位于米兰省罗萨诺(Rozzano)的Cimiano俱乐部青训系统，10岁时德希利奥加盟了米兰青训营。2010年随俱乐部青年队获得了意甲青年联赛的冠军。2011年被提拔到一线队，身披52号球衣。首场成年队的正式比赛则是2011年9月28日欧冠小组赛对阵捷克球队比尔森胜利的比赛中替补登场，德希利奥的首次一线队首发同样是面对这个对手，12月6日做客2-2战平比尔森胜利的比赛中他先发上阵。隔年4月10日意甲客场1-0战胜切沃的比赛是他首次在意甲中登场。
2012/13赛季，德希利奥接过了俱乐部传奇右后卫与曾经身背的2号球衣作战，在球队年轻化的进程中逐渐崭露头角。

### 尤文圖斯
2017年7月20日，德西利奧以1,200萬歐元的身價加盟尤文图斯，簽訂了一份為期五年的合約。
2022年1月9日，德希利奥在球隊對陣羅馬4-3獲勝的比賽踢進致勝進球，並且為他職業生涯中聯賽的第二球。
2022年6月16日，尤文圖斯宣佈德希利奥續約至2025年6月30日。

### 里昂
2020年10月5日，里昂租借簽下了德希利奥至賽季結束。

## 国家队生涯
2012年8月15日，对阵英格兰足球代表队的友谊赛里德希利奥首次被国家队成年队主帅切萨雷·普兰德利招入，但未能登场完成处子秀。
2013年3月21日，对阵巴西的友谊赛中德希利奥首次代表国家队上阵，并且担任球队的首发左后卫，身披5号球衣。

## 榮譽

### 球會
尤文图斯
- 義大利甲組足球聯賽冠軍：2017-18、2018-19、2019-20賽季
- 義大利盃冠軍：2017-18賽季
- 義大利超級盃：2018年

### 國家隊
義大利
- 国际足联联合会杯季軍：2013年

### 個人
- 義甲年度最佳陣容：2012-13賽季[8]